# Lägereld

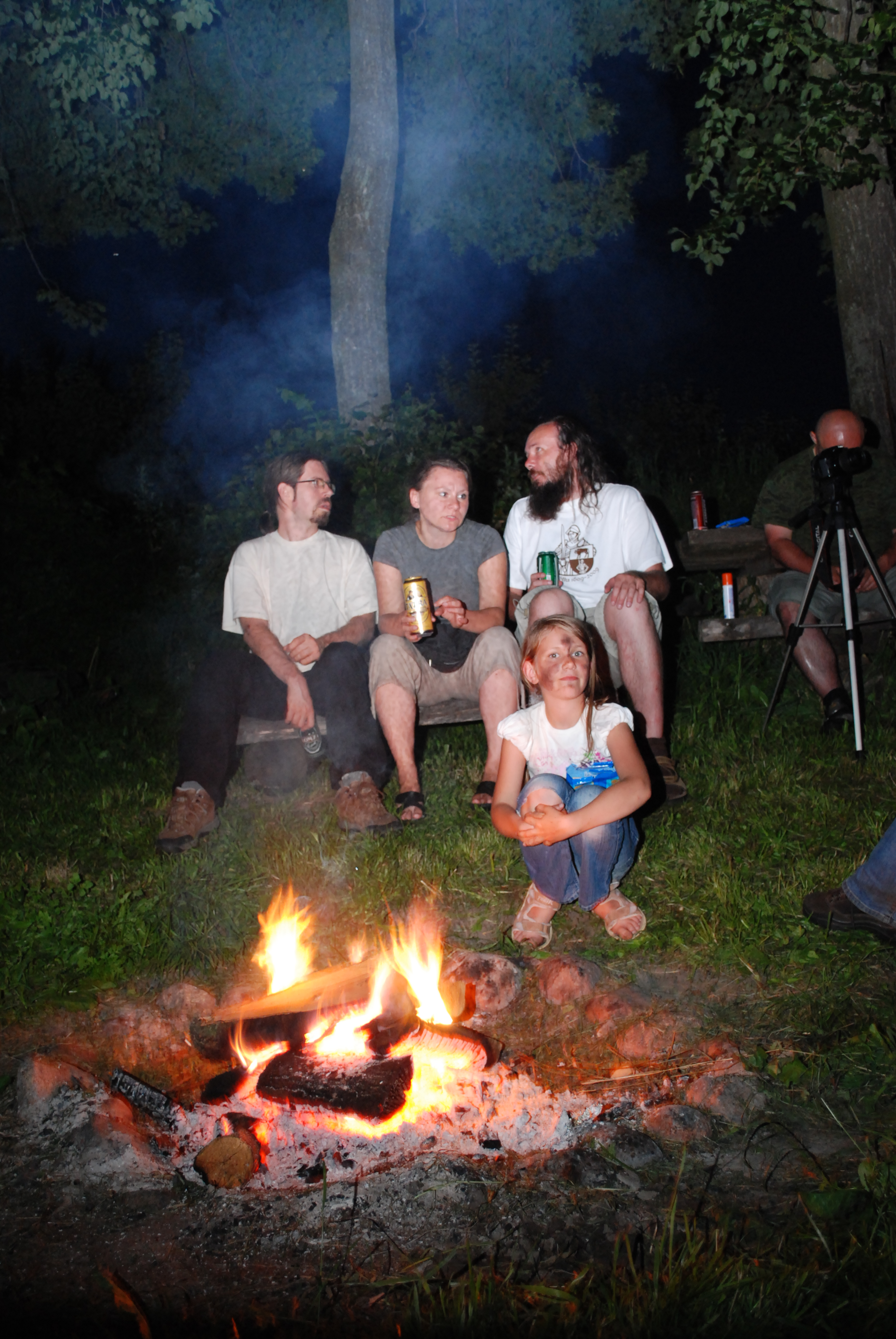
En lägereld.

En lägereld är en brasa tänd på en lägerplats. Lägereldar är populära inom camping, särskilt bland organiserade campare såsom scouter. Inom scoutrörelsen har man ofta programaftnar vid en eld, så kallade lägerbål, och brasan kallas då även lägerbålseld.
Utan nödvändiga säkerhetsåtgärder kan en lägereld vara farlig. En viss kunskap krävs för att kunna bygga en stabil eld, att kunna hålla den vid liv, och att släcka den ordentligt.

## Placering av elden
Stor omsorg bör läggas på placeringen av eldplatsen. En plats med skugga, lä och regnskydd är förutom en bra lägerplats också en bra plats för elden. Bra är sand- eller grusmark. Elden bör placeras skyddad från vinden och på säkert avstånd från byggnader och brännbar vegetation. Hitta en plats som skyddar elden och har föremål som reflekterar strålningsenergin. Komplettera gärna eldstadens botten och runt om med sten för avgränsning samt bättre syresättning av elden.
Befinner du dig högt upp på en bergssida ska du bege dig längre ner för att hitta en mindre exponerad plats, men är du på låga och fuktiga marker ska du ta dig högre upp för att hitta ett torrt ställe. Dalbottnar samlar kall och fuktig luft, medan bergssidor tappar mycket värme på natten. En idealisk plats ligger intill vatten, med riklig tillgång på ved i närområdet.

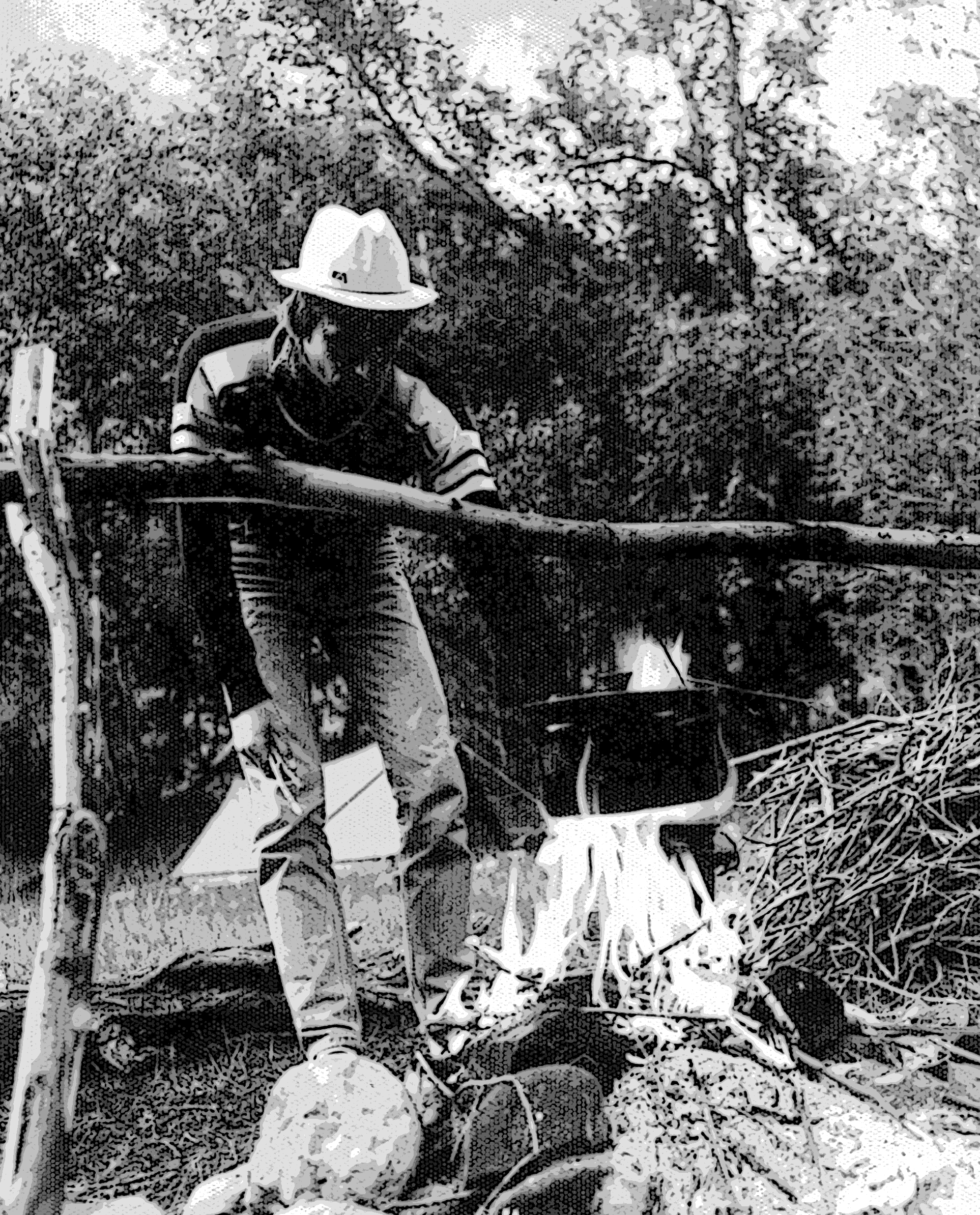
Lägereld placerad på behörigt avstånd från tältet.

Elden bör inte placeras direkt på våt eller snötäckt mark, i sådana fall är det bäst att elda på en plattform gjord av färska stockar eller stenar. Man bör aldrig göra upp eld på torvjord som är mycket lättantändligt och mycket svårsläckt. Gör inte upp eld på eller vid berghällar, de missfärgas och spricker lätt.
Marken bör inte luta där man gör eld. Det ska vara lätt att flytta sig runt elden, eftersom vinden ofta vänder flera gånger även under en kortare rast. På vintern vill man i regel ha huvudet närmare elden och om marken lutar hamnar fötterna kanske högre.
Att göra eld i en brant backe eller bakom ett stort stenblock är sällan bra. Röken snurrar där det är lä och yr upp i ansiktet. Om elden ändå görs upp intill ett stenblock är det bäst att placera den mitt i vinden, en bit från stenblocket. Då drar röken undan och man kan sitta i lä av stenblocket.
Ett gammalt talesätt säger att man inte ska göra upp eld på en stig eller väg. Folk som inte syns går längs stigen. De har färdats där sedan begynnelsen och de ska få fortsätta vandra. Om man gör eld på stigen så går de in i elden. Ett modernare sätt att se på samma sak är att säga att man inte eldar på stigen av respekt för andra vandrare.
Vindriktningen har stor betydelse för placeringen, eftersom vinden väl utnyttjad bidrar till lägerelden. När man tänder ska man inte stå i vägen för vinden om den är svag, eftersom elden tar sig fortare med litet vind. Om veden är fuktig är det av stor betydelse hur elden anläggs. Tunt ris används för att tända en eld av råved. Riset läggs tvärs emot vinden. Då tar de första lågorna bäst. När elden tagit sig läggs grövre råved snett med vinden, så att vinden får fart längs med veden och lågorna sveps med. Det blir bra drag, men inte så bra drag att det kräver mycket tände och mycket ved. Snett mot vindriktningen är bäst till och med vid storm. Sedan elden väl fått fart spelar vindriktningen däremot ingen roll.

## Brasans delar

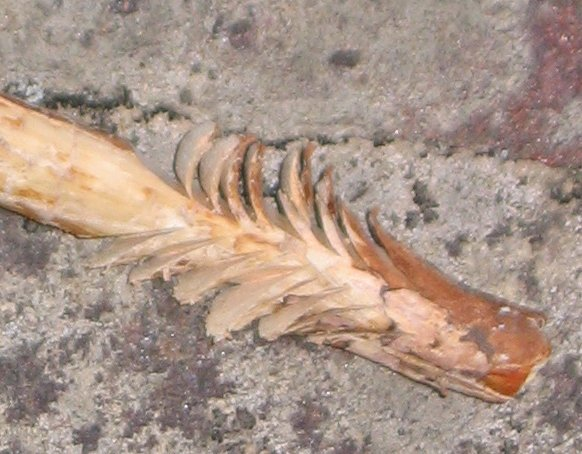
En fyrsticka är enkel att göra och bra som tändved.

Eftersom det är svårt att direkt antända de större vedpinnarna brukar man traditionellt bygga upp brasan som en trestegsraket. Tände, som är lättantändligt, tändved som antänds av tändet och slutligen ved som antänds av tändveden (begreppen är inte helt klara: även orden tändvirke och tändmaterial används istället för tände, medan andra sätter ordet tändvirke synonymt med tändved). Vid behov använder man fnöske för att fånga upp gnistan från eldstål eller hettan från en eldborr.

## Fnöske
Om man tänder eld med traditionella elddon behöver man material som kan fånga upp en gnista eller antändas vid låg temperatur. Ett sådant material är fnösket, gjort av fnösktickan. Också trä- eller textilludd (inte syntetmaterial), fågeldun och dylikt kan användas. Materialet måste i allmänhet vara helt torrt. Genom att försiktigt blåsa på det glödande materialet får man tillräcklig hetta för att tända tändet. Motsvarande låga får man direkt med en tändsticka.

### Tände
Tände är det som tar eld först (med hjälp av tändsticka eller existerande glöd), det är därför viktigt att det är mycket lättantändligt. Vanligaste är att man använder papper, då det är vad man har till hands i bostäder och fritidshus. Det går också bra att använda näver, stickor av tjärved, torrt gräs, träflisor, fågeldun, bomullsludd från kläder eller knaster (små torra grankvistar). Vilken sorts tände man än använder, så är det viktigt att det är torrt, åtminstone den yta som skall tändas först.

### Tändved
Tändved läggs ovanför tändet och består av små torra kvistar eller tunna spånor av ved. Dessa antänds mycket lättare än de stora vedbitarna. Barrträdsved är att föredra eftersom det flammar upp fort och brinner i högt tempo. Om trädet innehåller kåda så underlättas tändningen mycket, förutsatt att den kådiga veden huggs eller skärs tillräckligt tunn. Om man gör fyrstickor eller späntstickor av tändveden så antänds veden bättre. Fyrstickor görs genom att skära jack i kanterna på pinnarna med en kniv. Det är viktigt att även tändveden är torr så undvik att plocka kvistarna direkt från marken.
I fjällen har man ofta inte tillgång till torr ved. Björk brinner också som färsk, förutsatt att man klyver den till tillräckligt tunna stickor. I björkskog har man också tillgång till näver.

### Ved
I början av tändningen av elden skall man använda torra kvistar och grenar från träd som står upp. Träd som ligger på marken är ofta murkna och olämpliga att elda med. Växande träd och grenar innehåller också mycket vatten och är också olämpliga. När man sedan har fått upp fyr på brasan kan man lägga på lite större vedträn, nu kan de även vara lite färskare och torkar även om de är lite fuktiga. Hårda träslag som till exempel bok, alm, ask, lönn och ek, brinner mycket bra och ger ifrån sig mycket värme och glöder länge. Mjuka träslag brinner fort och sprätter glöd. Man skall komma ihåg att fuktig ved kan vara bra ibland, eftersom det blir mycket rök när man eldar fuktig ved så kommer mygg, knott och flugor att försvinna.

### Kråkris
Kråkris eller knaster är en benämning inom friluftslivet på torra tunna kvistar, främst från gran och en, som sitter kvar längst intill stammen på tätväxta träd. Kråkris håller sig ofta torrt även i regnväder och är synnerligen bra att tända eldar med.

## Antändning och släckning
Antänd tändet på vindsidan (lovart), då sprider elden sig lätt och antänder veden på läsidan. Då elden börjar sprida sig kan man mata elden med litet mera kvistar och pinnar och småningom med kraftigare ved. Det är viktigt att hitta rätt mängd ved. För tätt och elden börjar kvävas, för glest och elden dör ut.

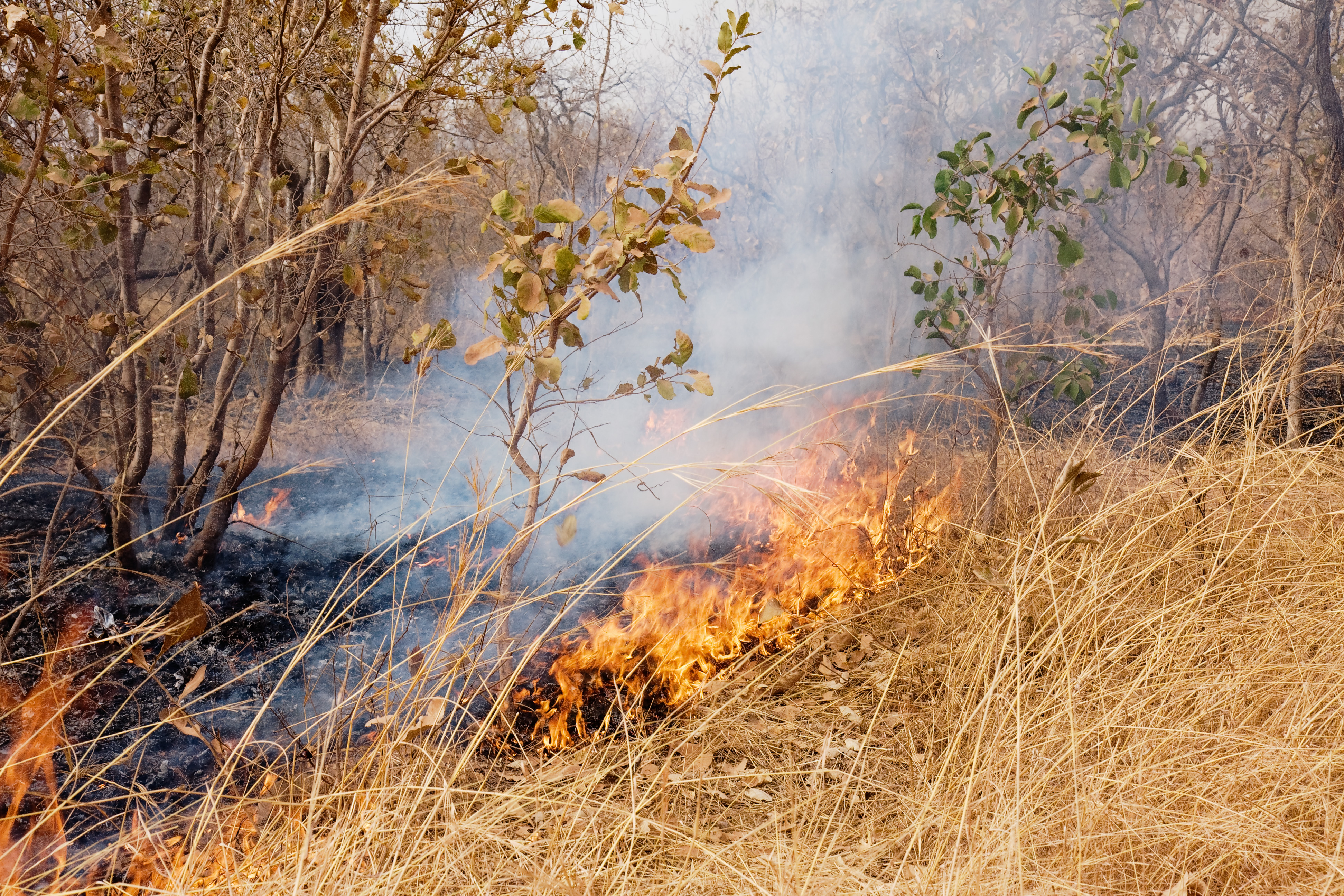
Eld som spridit sig till växtligheten.

Det är viktigt att släcka ordentligt eftersom elden kan pyra i marken länge och flamma upp långt senare. Låt elden brinna ut helt och hållet. Använd riklig med vatten för att släcka och rör så glöden slocknar. Gräv upp marken under askan så inget glöd finns kvar.
Om tillgången till vatten är begränsad så kan sand användas. Sanden är bra på att ta bort syret från elden och kväver därför elden snabbt, men är inte lika bra på att ta upp värmen. När elden har täckts med sand så häll på det vatten som kan avvaras och rör sedan ner den fuktiga sanden i askan.
Om elden sprider sig och blir okontrollerbar så ring nödnumret - inom EU 112. Försök att hejda elden i vindriktningen. Använd små ruskor av granar eller enar, det är bättre än lövruskor. Kvista av dem förutom ca 1 meter i toppen och om möjligt blöt dem. Använd dem för att sopa brinnande material in i elden och för att kväva elden. Undvik att slå med för stora slag eftersom det gör att gnistor kan flyga iväg och elden spridas snabbare.

## Olika typer av eldar
Det finns många varianter av brasor för olika ändamål, exempelvis brasor som varar länge, som brinner snabbt, för matlagning, för dålig väderlek. En huvudregel är att stående vedträn ger en snabbt brinnande brasa, liggande vedträn ger en långvarigare brasa. Nedanstående lista är långt ifrån komplett utan endast avsedd att visa några av de mer vanligt förekommande typerna.
|  | Pyramidelden är den vanligaste brasan. Man ställer vedträna på högkant lutade mot varandra så att de bildar en pyramid. Den brinner redan från början med kraftig låga. |

|  | Pagodeld byggs som ett timmerhus med spintor och ris i mitten. Lägg på ett "tak" av ved när elden tagit sig. Pagodelden flammar snabbt upp, lyser bra och ger fin glöd för matlagning. Den falnar snabbt om man inte passar den noga. |

|  | En nying kan brinna och ge skön värme en hel natt. Den består av hela eller kluvna stockar som läggs på varandra med färska 4–5 cm grova pinnar emellan för att ge luftrum (behövs inte sedan nyingen tagit sig). Mellan stockarna placeras tändveden. Nyingar användes förr av skogsarbetare, jägare och timmerflottare som var tvungna att tillbringa natten under bar himmel. En variant är att man lägger två stockar som bas och en stock ovanpå, varvid stockarnas kvalitet inte är lika avgörande. |

|  | Jägareld görs med två stockar liggande bredvid varandra och längs med vindriktningen, eller vinkla för att reglera draget. Mellan stockarna gör man en liten pyramideld. Vid matlagning stöder stockarna kokkärlen. |

|  | Blåslampan är en liten men effektiv och därför bra vid matlagning. Klyv en kubbe och ställ halvorna mot varandra. Mellan dem görs en liten pyramideld. En variant är stockfacklan, där klyver man stocken uppifrån bara och tänder på. |

|  | Riseld går fort att ordna och utvecklar snabbt både värme och ljus. Bra när man snabbt måste torka kläder eller behöver ljus. Även lämplig som en improviserad nödsignal. |

|  | En liten pyramideld som omges av grova vedträn. Vedträna skjuts in mot mitten allt eftersom de brinner. Elden brinner länge och är bränslesnål och stillsam, men kräver bra ved. |

|  | Elden kan grävas ned i marken eller in i sidan på en kulle eller sluttning. Det kan användas om det är för blåsigt för en brasa eller om man vill dölja eldens sken för att inte röja sin närvaro. Om gropen är djup måste man göra en separat kanal för luft till brasan för att undvika att elden kvävs. |

## Faror

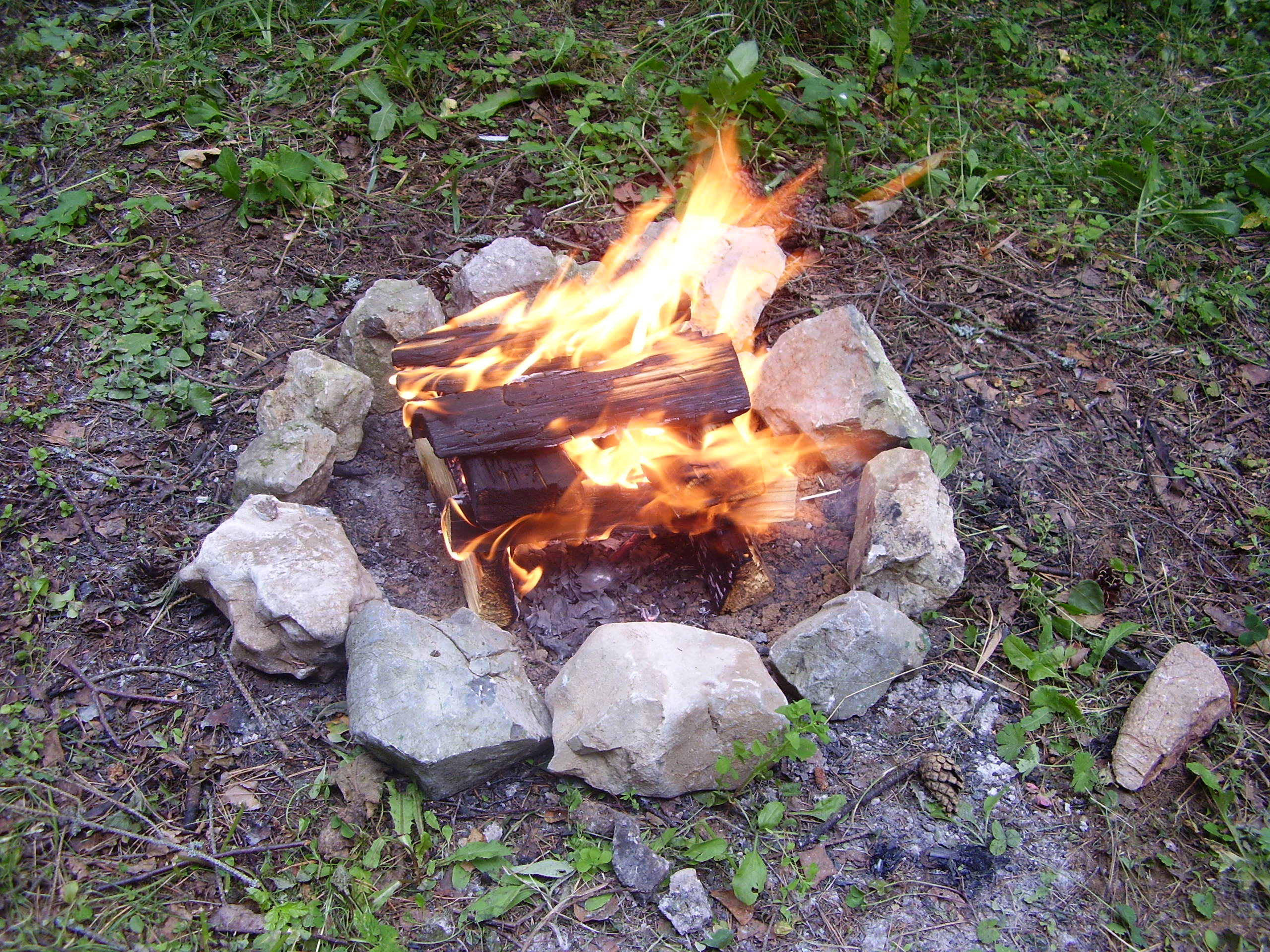
En eld med en skyddande ring gjord av stenar.

Faran med eld är dels risken att elden sprider sig och orsakar brand, och dels personliga skador som kan uppstå till exempel om elden flammar upp plötsligt. Under perioden 1987–2005 omkom 30 personer och 3 000 personer krävde sjukhusvård efter kontakt med eld vid grillning, lägereld eller plötslig antändning av brandfarliga ämnen såsom fotogen, bensin eller tändvätska.
På grund av dessa risker utfärdar myndigheter råd för den som anlägger brasor. Ett exempel är dessa från räddningstjänsten i Göteborg:
- Om du tänder en eld har också ansvaret för att den blir släckt.
- Lämna aldrig en eld utan uppsikt.
- Undvik att elda när det blåser.
- Ett bra sätt att ha elden under kontroll är att elda i en plåttunna med tilluftsöppning.
- Efter avslutad eldning måste du noga kontrollera att all glöd är släckt innan du lämnar platsen.
- För att undvika brandspridning ska elden placeras långt från byggnader, kraftledningar och brännbar växtlighet.
- Placera inte bildäck, plast och andra brandfarliga varor i elden, inte minst av miljöhänsyn.

Om brandrisken är stor utfärdas ibland eldningsförbud. I Sverige är det länsstyrelsen eller kommunen som beslutar om eldningsförbud. Flera kommuner har telefonsvarare med information om detta. Telefonnummer hittar man i telefonkatalogen under rubriken Brandförsvar, Räddningstjänst eller Brandkår.